# Euthyonidiella
Euthyonidiella is een geslacht van zeekomkommers uit de familie Holothuroidea (zeekomkommers).

## Soorten
- Euthyonidiella aculeata (Ludwig, 1894)
- Euthyonidiella ambigua (Heding, 1942)
- Euthyonidiella arenicola (Pawson & Miller, 1992)
- Euthyonidiella destichada (Deichmann, 1930)
- Euthyonidiella dubia Cherbonnier, 1958
- Euthyonidiella huwi O'Loughlin, 2014
- Euthyonidiella kyushuensis Heding & Panning, 1954
- Euthyonidiella occidentalis (Ludwig, 1875)
- Euthyonidiella trita (Sluiter, 1910)
- Euthyonidiella tungshanensis (Yang, 1937)
- Euthyonidiella zacae (Deichmann, 1938)

Niet geaccepteerde naam:
- Euthyonidiella dentata Cherbonnier, 1961, synoniem van Euthyonidiella occidentalis
- Euthyonidiella atlantica Ludwig & Heding, 1935 geaccepteerd als Neocucumis atlanticus (Ludwig & Heding, 1935)